# Jacques-Michel-Denis Delafontaine
Pour les articles homonymes, voir Delafontaine.
Jacques-Michel-Denis Delafontaine, né Jacques Michel Denis le 19 octobre 1774 à Rambouillet et mort le 24 février 1851 à Paris, est un peintre français.
Peintre de paysages et d’architecture, il est également décorateur pour le théâtre.

## Biographie
Né en 1774, Jacques Michel Denis est le fils aîné de Michel Denis, maître boucher à Rambouillet (actuel département des Yvelines) et de Marie Françoise Courtois. Son nom de famille est ensuite composé en Denis dit Lafontaine, ce double patronyme s’appliquant à son état-civil.
En termes d’histoire de l’art, son nom de naissance est pour sa part employé comme prénom et l’artiste peintre est répertorié comme étant Jacques-Michel-Denis Fontaine ou Lafontaine puis Jacques-Michel-Denis Delafontaine, sous lequel il est actuellement connu.
Devenu éventailliste, il meurt le 24 février 1851 à son domicile au 32, rue Neuve Saint-Martin dans l’ancien 6e arrondissement de Paris, à la survivance de sa troisième épouse.

## Carrière
Jacques-Michel-Denis Delafontaine est, avec Pierre Prévost et Constant Bourgeois, l’auteur des premiers panoramas produit à Paris en 1799 et sur lequel l’Institut des arts et des sciences rend un rapport favorable. L’Institut cite les trois auteurs de l’œuvre : « La vue de Paris a été peinte par les citoyens Jean-Michel-Denis Fontaine, né à Rambouillet, département de Seine et Oise ; Pierre Prévost, de Montigny, département d’Eure et Loir ; et Constant Bourgeois, de Guiscard, département de l’Oise ». Offrant une perspective de la capitale choisie depuis le dôme du palais des Tuileries, cette vaste toile est présentée au public dans un pavillon circulaire édifié à l’intérieur du jardin des Capucines.
Outre ce panorama pionnier de Paris, Delafontaine est peintre d'architecture, de ruines, paysages, figures à l'huile, gouaches et décorations théâtrales. En 1831, il tient un atelier et donne des leçons de peinture. Plusieurs de ses tableaux paraissent dans les salons et expositions. Le musée Calvet d’Avignon conserve son Effet de soleil dans l’intérieur d’une église où l’on célèbre la messe. Lors des fêtes données à l'hôtel de ville à l’occasion de la naissance du duc de Bordeaux, il y expose un grand tableau représentant La Cathédrale de Palerme, commandé par le Gouvernement. On lui doit aussi la vue du Cloître des Célestins, près l’Arsenal.
Il ne doit pas être confondu avec le peintre Pierre Joseph Lafontaine (1758-1835), actif à la même période et spécialisé dans les intérieurs d'églises.

## Œuvres
- Jupiter et Semélé, 1793, localisation inconnue.
- Jupiter et Lot, 1793, localisation inconnue.
- Jupiter enfant, camée, 1793, localisation inconnue.
- Deux paysages en grisaille, 1793, localisation inconnue.
- Un ivrogne, dessin à la pierre noire, 1793, localisation inconnue.
- Deux portraits, 1793, localisation inconnue.
- Ruines d’un temple de la Grèce, avec fabriques et figures, gouache, 1796, localisation inconnue.
- Ruines d’architecture, représentant une buanderie, avec figures, gouache, 1796, localisation inconnue.
- Ruines d’architecture, portiques corinthiens, temples et fragments, gouache, 1798, localisation inconnue.
- Ruines d’architecture, représentant plusieurs monuments antiques, fragments, 1799, localisation inconnue.
- Chute d’eau, gouache, 1799, localisation inconnue.
- Vue ajustée des tombeaux du troisième acte de l’opéra de Roméo et Juliette, au théâtre Feydeau, gouache, 1800, localisation inconnue.
- Exposition du Colisée, 1800, localisation inconnue.
- Intérieur d’un atelier de peinture, 1806, localisation inconnue.
- Paysage, 1822, localisation inconnue.
- Vue prise à Montmorency, gouache, 1831, localisation inconnue.
- Monuments d’Italie, gouache, 1831, localisation inconnue.
- Ruines antiques, gouache, 1833, localisation inconnue.
- Vue de la maison de M. Legay près du chemin de Menilmontant, 1833, localisation inconnue.
- Vue prise dans un parc, gouache, 1833, localisation inconnue.